# 12弦ギター

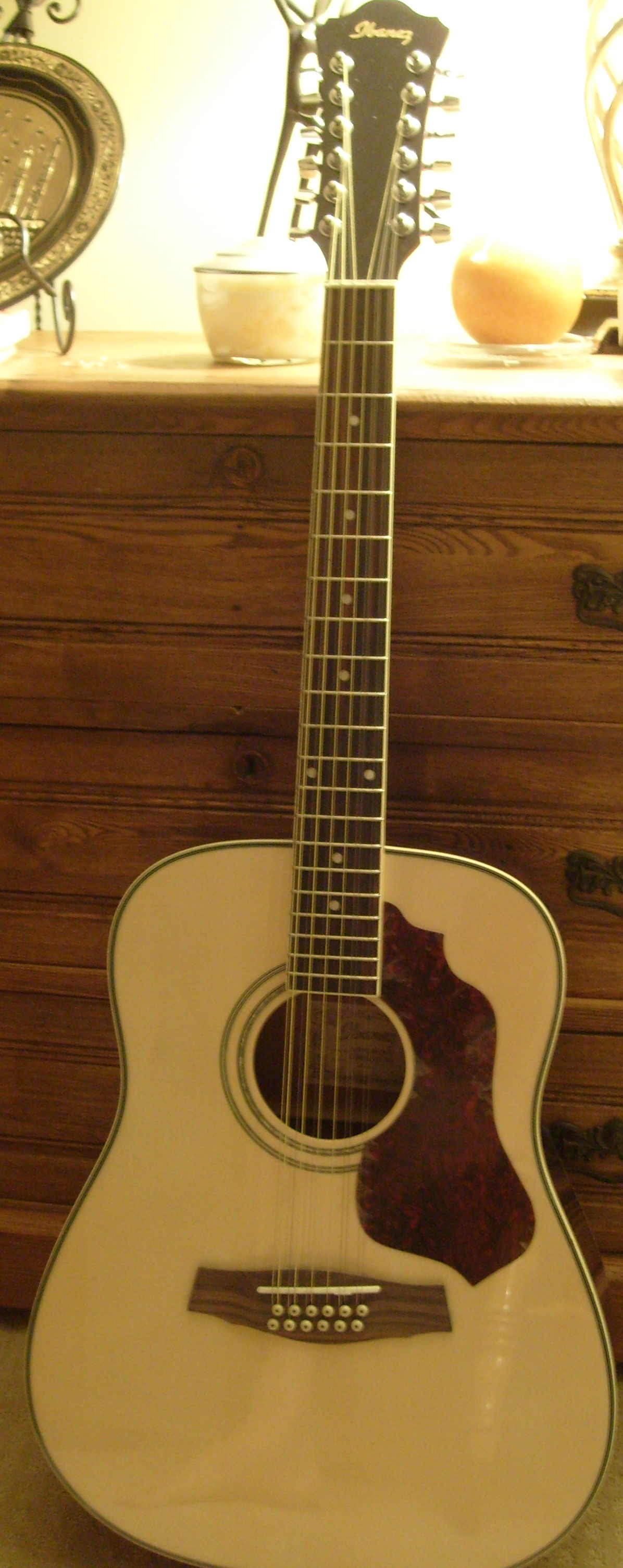
12弦ギター

12弦ギター（じゅうにげんギター、Twelve-string guitar)とは、複弦ギターの一種。通常のギターが6弦なのに対し、その倍ある弦の本数から命名された。通常のエレキギター（ソリッドギター）、セミアコースティックギター、エレクトリックアコースティックギター、アコースティックギター全てに存在する。
通常のギターのチューニングは、上の低音弦から（6弦から1弦に向かって）、「E-A-D-G-B-E」となっているが、一般的な12弦ギターには、「E-A-D-G」（6弦 - 3弦）には1オクターブ高音の弦が、「B-E」（2弦と1弦）には同じ弦が、それぞれ付加されている。フォーク歌手のピート・シーガーは、12弦ギターの独特の音色を、鐘の音と形容した。
音色は2本のギターで同じ演奏をしているような効果が得られるが、オクターブまたはユニゾンにチューニングされた近接弦同士はほんのわずかな発音のズレを生じるために、通常の6弦ギターよりも豊かな響きが得られる。また、3 - 6弦は複弦の高い方が6弦側にあるが、リッケンバッカーのものは高い方が1弦側にある。3弦までがオクターブ上の弦、2弦からは同じ弦が張られるため、一番高い音を出すのは3弦になる。
エレクトリック・ギターの12弦では、ビートルズのジョージ・ハリスンらが使用したリッケンバッカー社製の360/12 や、ギブソン社のダブルネックEDS-1275が有名である。
ギタリストでは、グレン・キャンベル、ジョージ・ハリスン、ロジャー・マッギン、ドン・フェルダー、ジョー・ウォルシュ、ジミー・ペイジ、ジョン・マクラフリン、レオ・コッケ、ラリー・コリエル、ラルフ・タウナーらが12弦ギターを使用している。また、日本でもGSのワイルドワンズ、ザ・ダーツらが12弦ギターを使用した。1970年代後半から80年代初頭にかけてのポストパンク時代には、1960年代の影響を受けたオルタナティブ・ロック、インディーズのギタリストの間でエレクトリック12弦ギターの使用が復活した。ザ・スミスのジョニー・マー、チャーチのマーティ・ウィルソン・パイパー、R.E.M.のピーター・バック、トム・ペティ&ザ・ハートブレイカーズのトム・ペティらが12弦ギターを演奏した。

## 主な楽曲
- 「ア・ハ－ド・デイズ・ナイト」 - ビートルズ
- 「イッツ・オンリー・ロックンロール」(1974) - ローリング・ストーンズ
- 「ホテル・カリフォルニア」(1977) - イーグルス[注釈 2]
- 「イン・ザ・シティ」(1979) - イーグルス
- 「思い出の渚」 - ワイルド・ワンズ